# Dichiseni
Dichiseni è un comune della Romania di 1 719 abitanti, ubicato del distretto di Călărași, nella regione storica della Muntenia.
Il comune è formato dall'unione di 4 villaggi: Coslogeni, Dichiseni, Libertatea, Satnoeni.